# Afrísio Vieira Lima
Afrísio Vieira Lima (Remanso, 19 de março de 1929 – Salvador, 10 de janeiro de 2016) foi um político brasileiro.
Filho de Alfredo Luís Vieira Lima e de Afra de Sousa Vieira Lima.
Durante o ensino secundário, militou na política estudantil, primeiramente como presidente do Grêmio de seu Colégio Estadual da Bahia - Central, Salvador , depois como presidente da Associação dos Estudantes Secundaristas da Bahia (AESB). Trabalhou como revisor na Imprensa Oficial de 1947 a 1948 e, no ano seguinte, tornou-se chefe do cartório do Tribunal Regional Eleitoral (TRE) de seu estado.
Já na universidade, em 1951, foi representante do Brasil no 1º Congresso Interamericano dos Estudantes Universitários. No ano seguinte elegeu-se presidente da União dos Estudantes da Bahia (UEB). Em 1953 bacharelou-se em ciências jurídicas e sociais pela Faculdade de Direito da Universidade Federal da Bahia (UFBA), deixando a chefia do cartório do TRE em 1954. Foi assistente jurídico da Secretaria de Educação e Cultura da Bahia entre 1955 e 1956. Neste último ano assumiu a diretoria do Foro Rui Barbosa em seu estado e tornou-se juiz do TRE baiano, cargo que deixou em 1957. Filiado à UDN, ainda em 1957 tornou-se procurador e delegado de seu partido junto ao TRE-BA e aos juízos eleitorais, funções que exerceu até o ano seguinte. Em 1960 deixou o Foro Rui Barbosa e tornou-se procurador do município de Salvador.
Ingressou na carreira política em 1962, elegendo-se vereador de Itaquara (BA) na legenda da UDN. Assumindo sua cadeira no ano seguinte, foi eleito presidente da mesa diretora da Câmara municipal. Após o movimento político-militar de 31 de março de 1964, com a extinção dos partidos políticos pelo Ato Institucional nº 2 (27/10/1965) e a posterior instauração do bipartidarismo, filiou-se à ARENA, partido de apoio ao regime militar instaurado no país a partir de abril de 1964. Concluiu seu mandato de vereador em 1967. Em novembro de 1970 foi eleito deputado estadual na legenda arenista. Ainda nesse ano assumiu o cargo de procurador da comissão executiva de seu partido na Bahia e em janeiro de 1971 iniciou seu mandato, tornando-se líder do governo na Assembléia Legislativa (1971-1972). No ano seguinte, tornou-se delegado regional da ARENA junto aos juízos eleitorais e ao TRE baiano. Eleito presidente da Assembléia em 1973, presidiu a Comissão de Constituição e Justiça no Encontro Nacional dos Presidentes das Assembléias Legislativas, realizado em São Paulo. Permaneceu à frente do Legislativo estadual até 1974.
No pleito de novembro desse ano elegeu-se deputado federal, na legenda da ARENA, assumindo sua cadeira em fevereiro de 1975, após encerrar seu mandato de deputado estadual. No mesmo ano deixou os cargos de procurador de Salvador e da comissão executiva da Arena baiana, e de delegado de seu partido junto ao TRE e aos juízos eleitorais do estado. Nessa legislatura foi membro e vice-presidente da Comissão de Constituição e Justiça, membro titular da Comissão de Economia, Indústria e Comércio, e suplente das comissões de Segurança Nacional e de Minas e Energia.
Em novembro de 1978 reelegeu-se deputado federal. Com a extinção do bipartidarismo em 29 de novembro de 1979 e a conseqüente reformulação partidária, filiou-se à nova agremiação governista, o PDS, que sucedeu a ARENA.Em 1980 tornou-se vice-líder do partido Nessa legislatura tornou-se presidente da Comissão de Constituição e Justiça e integrou, em 1980, a Comissão Parlamentar de Inquérito (CPI) instituída para apurar atos de corrupção praticados por órgãos da administração direta e indireta da União. Foi também suplente da Comissão de Minas e Energia e da CPI destinada a investigar as causas e conseqüências das cheias do rio São Francisco.
Reeleito deputado federal no pleito de novembro de 1982, na legenda do PDS, iniciou o mandato em fevereiro de 1983, ano em que foi observador parlamentar junto à Organziação das Nações Unidas (ONU), em Nova Iorque. Foi, ainda, tesoureiro da comissão diretora do grupo brasileiro da União Interparlamentar no biênio 1983-198, membro titular das comissões de Relações Exteriores, Educação e Cultura além da Comissão Especial do Código Civil.
Em 25 de abril de 1984 votou contra a emenda Dante de Oliveira que, apresentada na Câmara dos Deputados, propôs o restabelecimento das eleições diretas para presidente da República em novembro daquele ano. Como a emenda não obteve o número de votos indispensáveis à sua aprovação — faltaram 22 para que o projeto pudesse ser encaminhado à apreciação pelo Senado —, no Colégio Eleitoral, reunido em 15 de janeiro de 1985, Vieira Lima votou no candidato do PDS apoiado pelo governo, Paulo Maluf, contudo Tancredo Neves foi eleito novo presidente da República pela Aliança Democrática, uma união do Partido do Movimento Democrático Brasileiro (PMDB) com a dissidência do PDS abrigada na Frente Liberal. No entanto, por motivo de doença, Tancredo Neves não chegou a ser empossado na presidência, vindo a falecer em 21 de abril de 1985. Seu substituto no cargo foi o vice José Sarney, que já vinha exercendo interinamente o cargo desde 15 de março desse ano.
Vieira Lima disputou uma vaga na Assembléia Nacional Constituinte em novembro de 1986, desta vez na legenda do PMDB, agremiação à qual se filiara em 1985, mas obteve apenas uma suplência. Deixou a Câmara dos Deputados em janeiro do ano seguinte, ao final da legislatura.
Superintendente do Centro Industrial de Aratu (BA) nos anos de 1987 e 1988, em 1990 foi secretário de Segurança Pública da Bahia no governo de Nilo Moraes Coelho (1989-1991). Mais tarde, em 1994, ocupou a superintendência regional do Instituto Nacional de Colonização e Reforma Agrária (INCRA) na Bahia. Nesse mesmo ano, tornou-se secretário-geral da executiva estadual do PMDB, função que exerceu até 1995. Ainda nesse ano, já no governo de Paulo Souto (1995-1998), tornou-se diretor-presidente da Companhia Docas do Estado da Bahia, órgão da administração estadual, tendo permanecido neste cargo até 2002.
A partir de 2007, assumiu a presidência da Junta Comercial do Estado da Bahia(JUCEB), e a secretaria de Indústria e Comércio do Estado da Bahia.
Possui as seguintes condecorações: Grande Oficial da Ordem do Mérito da Bahia; Medalha do Mérito de Santos Dumont; Medalha e Certificado do Sesquicentenário da Independência; Ordem do Mérito Naval no Grau de Comendador; Ordem do Congresso Nacional no Grau de Grande Oficial; Medalha do Mérito Policial Militar e Grã Luz da Ordem do Mérito da Bahia; Medalha do Mérito Mauá, na categoria Cruz Mauá, 2002.
Casou-se com Marluce Quadros Vieira Lima, com quem teve três filhos. Um deles, Geddel Vieira Lima ingressou na carreira política, tendo sido eleito deputado federal em 1990, 1994, 1998, 2002 e 2006 na legenda PMDB, e tornou-se ministro da Integração Nacional do 2º governo Luiz Inácio Lula da Silva (2007-2011). Outro filho, Lúcio Vieria Lima, tornou-se presidente do PMDB baiano em 2005 e também eleito deputado federal em 2010 e 2014.